# Lago Junior
Junior Waka Lible Lago (Yamusukro, 31 de diciembre de 1990), conocido como Lago Junior, es un futbolista marfileño que juega de extremo en el C. D. Lugo de Primera Federación.

## Trayectoria

### Inicios
Nacido en Yamusukro, Junior comenzó su carrera futbolística en el Centre de Formation Joël Tiéhi, una escuela fundada por el exjugador Joël Tiéhi.
Hizo su debut profesional con el Issia Wazi en 2007, anotando a un ritmo excelente.[cita requerida]

### España
El 31 de enero de 2009, Junior se mudó a España y firmó un contrato de cinco años y medio con el Club Deportivo Numancia de Soria. Hizo su debut en LaLiga el 18 de abril, jugando diez minutos en una derrota por 0-3 ante el Atlético de Madrid. Hasta el final de la temporada solo apareció en cuatro partidos más, todos como suplente, y el equipo de Soria descendió al terminar en la 19.ª posición.
El 27 de agosto de 2010, Junior se unió a la Sociedad Deportiva Eibar con un préstamo de una temporada. Dos días después, anotó dos veces en su debut oficial para el club de la Segunda División B, una victoria en casa por 2-1 sobre el Club de Fútbol Palencia.
El 13 de julio de 2013, después de dos campañas más de Segunda División con el Numancia, Junior continuó en el país y firmó con el Club Gimnàstic de Tarragona que jugaba en la Segunda División B.
El 22 de julio de 2015, después de lograr el ascenso de categoría con el conjunto catalán, se marchó al Club Deportivo Mirandés de la Segunda División.
Llegó al Real Club Deportivo Mallorca en enero de 2016 después de que el club desembolsase los 240 000 euros de su cláusula de rescisión. Estuvo casi seis años en la entidad, marchándose el 28 de diciembre de 2021 a la S. D. Huesca en calidad de cedido hasta el final de la temporada.
El 11 de enero de 2023 rescindió su contrato con el club balear y firmó hasta 2024 con el Málaga C. F. Se marchó al final de la campaña después de no haber podido ayudar al equipo a evitar el descenso de categoría.
Firmó el 15 de junio de 2023 con el Racing de Santander y se convirtió en el primer refuerzo verdiblanco para la temporada 2023-24. Rubricó un contrato que lo ligaría al club cántabro hasta el 30 de junio de 2025. Llegado ese momento quedó libre y en julio se unió al C. D. Lugo por un año con opción a un segundo.

## Selección nacional
El 13 de octubre de 2020 debutó con la selección de Costa de Marfil al disputar los últimos minutos de un encuentro amistoso ante Japón que ganó el conjunto asiático por un gol a cero.

## Clubes
| Club                        | País            | Año       |
| --------------------------- | --------------- | --------- |
| Issia Wazi                  | Costa de Marfil | 2007-2008 |
| C. D. Numancia              | España          | 2009-2013 |
| S. D. Eibar (cedido)        | España          | 2010-2011 |
| Club Gimnàstic de Tarragona | España          | 2013-2015 |
| C. D. Mirandés              | España          | 2015-2016 |
| R. C. D. Mallorca           | España          | 2016-2023 |
| S. D. Huesca (cedido)       | España          | 2022      |
| Málaga C. F.                | España          | 2023      |
| Racing de Santander         | España          | 2023-2025 |
| C. D. Lugo                  | España          | 2025-     |